# Glandiceps hacksi
Glandiceps hacksi är en djurart som tillhör fylumet svalgsträngsdjur, och som först beskrevs av Marion 1885.  Glandiceps hacksi ingår i släktet Glandiceps och familjen Spengelidae. Inga underarter finns listade i Catalogue of Life.